# 日原川
日原川（にっぱらがわ）は、東京都西多摩郡奥多摩町を流れる一級河川多摩川水系の1次支流の河川である。

## 概要
雲取山を中心とした奥多摩山域に端を発した渓流が日原林道コースの登山道口の周辺に集まり、多くの沢を集め、川沿いに点在する石灰岩の採掘場に沿って深い渓流を形成して流下し青梅線奥多摩駅近くで多摩川へ流入する。

## 奥多摩町川乗水源林
日原川支流の川苔山の西麓に流れる川苔谷を中心とした森林であり秩父多摩甲斐国立公園の指定区域にあり、奥多摩町川乗水源林として水源の森百選に指定されている。
| 山岳   | 面積(ha) | 標高(m) | 人工林(%) | 天然林(%) | 主な樹種                       | 制限林           | 種類                 |
| ------ | -------- | ------- | --------- | --------- | ------------------------------ | ---------------- | -------------------- |
| 川苔山 | 432      | 800     | 96        | 4         | スギ・ヒノキ・ミズナラ・カエデ | 水源かん養保安林 | 流水（日原川川苔谷） |

同区域は日原川の源流も兼ねており「川苔谷」には百尋ノ滝がある。整備された人工林の水源林が日原鍾乳洞に代表されるカルスト地形に浸透し、その地下水の湧出により流量が安定し下流の奥多摩町の上水道に利用されている。
- 所在地：東京都西多摩郡奥多摩町氷川（データは指定年1995年（平成7年）7月）

## 鉄道・道路
- 奥多摩工業曳鉄線 - 並行
- 青梅線 - 横断
- 東京都道204号日原鍾乳洞線 - 並行 -横断
- 日原林道 - 並行 -横断